# European Association of Archaeologists
European Association of Archaeologists (EAA) är en sammanslutning av nuvarande och före detta yrkesarbetande arkeologer och arkeologistudenter, i hela europa. Föreningen ger ut EJA, European Journal of Archaeology tre gånger om året. Föreningen grundades 1994 och erkändes av Europarådet 1999 som ett rådgivande organ.